# Гранівська сільська громада
Гранівська сільська об'єднана територіальна громада — колишня об'єднана територіальна громада в Україні, в Гайсинському районі Вінницької області. Адміністративний центр — село Гранів.
Утворена 6 вересня 2019 року шляхом об'єднання Гранівської та Михайлівської сільських рад Гайсинського району.
6 травня 2020 року Кабінет Міністрів України затвердив перспективний план формування територій громад Вінницької області, в якому Гранівська ОТГ відсутня, а Гранівська та Михайлівська сільські ради включені до Краснопільської ОТГ.
12 червня 2020 року громаду ліквідовано, Гранівська та Михайлівська сільські ради включені до Краснопільської ОТГ.

## Населені пункти
До складу громади входять села Гранів та Михайлівка.